# Gymnotus carapo
Gymnotus carapo (L.), popularmente conhecido como carapó, sarapó, sarapó-tuvira, tira-faca, ituí-terçado, ituipinima e peixe-espada, é um peixe teleósteo caraciforme da família dos gimnotídeos. Ocorre em todo o Brasil. É pardo com faixas escuras. É mais ativo à noite. Alimenta-se de pequenos vermes, lodo e plâncton. Produz pequenas descargas elétricas. No cativeiro, morre facilmente.

## Etimologia
"Sarapó" procede do tupi sara'pó, que significa "desprende mão", isto é, "desliza da mão". "Tuvira" possui provável origem indígena. "Ituipinima" procede do tupi.